# Ainars Bagatskis
Ainars Bagatskis, (Riga, Letonia, 29 de marzo de 1967),es un exjugador y actualmente entrenador de baloncesto letón. Actualmente es entrenador del Kiev-Basket de la Superliga de baloncesto de Ucrania y es también seleccionador de Ucrania. Bagatskis, fue un histórico jugador de la selección báltica, ha participado en 4 EuroBasket, el último de ellos en 2003. También ha entrenado a importantes equipos a nivel continental.

## Clubes como jugador
- VEF Rīga (1985-1987)
- ASK Rīga (1987-1991)
- Princips (1991-1992)
- Bergen Gimle (1992-1993)
- BK Brocēni (1993-1994)
- Rīgas Laiks (1994-1995)
- BK Brocēni (1995-1998)
- Ericsson Bobry Bytom (1998-1999)
- Hoop Pekaes Pruszków (1999-2000)
- JDA Dijon (2000-2001)
- BK Ventspils (2001-2003)
- Evraz (2003-2004)
- Žalgiris Kaunas (2004-2005)
- Barons Rīga (2005-2006)

## Clubes como entrenador
- Barons Rīga (2005-2006)
- Žalgiris Kaunas (2006)
- Valmiera (2007-2009)
- Enisey Krasnoyarsk (2009-2010)
- Selección de baloncesto de Letonia (2010-2017)
- Sukhumi (2011)
- Kryvbasbasket-Lux Kryvyi Rih (2011-2012)
- Budivelnyk Kiev (2012-2014)
- Nizhny Novgorod (2014-2016)
- Darüşşafaka S.K. (Asistente) (2016)
- Maccabi Tel Aviv Basketball Club (2017-2018)
- Brose Bamberg (2018-2019)
- Kiev-Basket (2019-actualidad)
- Selección de baloncesto de Ucrania (2019-actualidad)